# Ochthephilus omalinus
Ochthephilus omalinus, früher Ancyrophorus omalinus ist ein Käfer aus der Familie der Kurzflügler (Staphylinidae).

## Merkmale
Die Käfer erreichen eine Körperlänge von 2,5 bis 3,3 Millimetern. Der Körper ist glänzend schwarz gefärbt, wenig chagriniert und punktiert. Der Halsschild ist fein chagriniert und an der Vorderseite nur ganz schwach punktförmig strukturiert. Die Mittellinie ist erhaben, hinten besitzt der Halsschild undeutliche Eindrücke. Die Deckflügel sind dicht punktförmig strukturiert und grau gefärbt, der Hinterleib ist goldgelb behaart. Die Basis der Fühler und die Deckflügel sind zum Teil braun oder auch fast ganz dunkel gefärbt.

## Vorkommen und Lebensweise
Die Art kommt in Europa bis zum Kaukasus und weiter östlich bis Sibirien vor, fehlt jedoch im Süden Skandinaviens, in Dänemark und in den nord- und ostdeutschen Ebenen. Sie ist vorwiegend montan verbreitet, kann jedoch mit Hochwassern auch ins Flachland gespült werden. Die Tiere besiedeln feuchtes Moos am Rande von Gewässern, sie sind selten.